# تخطيط ثلاثي الأبعاد

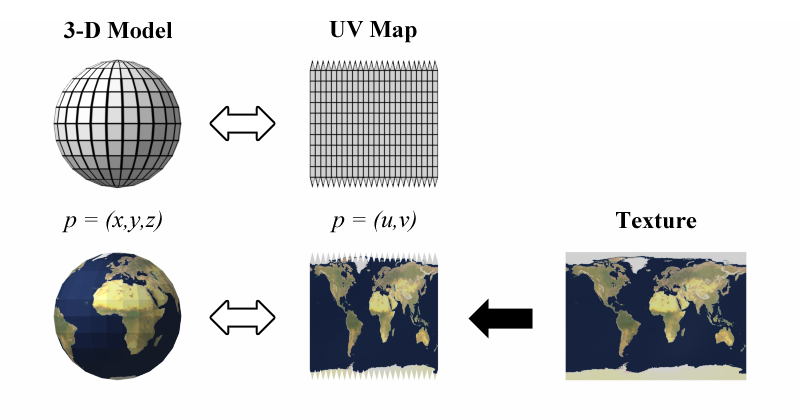
تطبيق خامة في فضاء سيني-صادي.

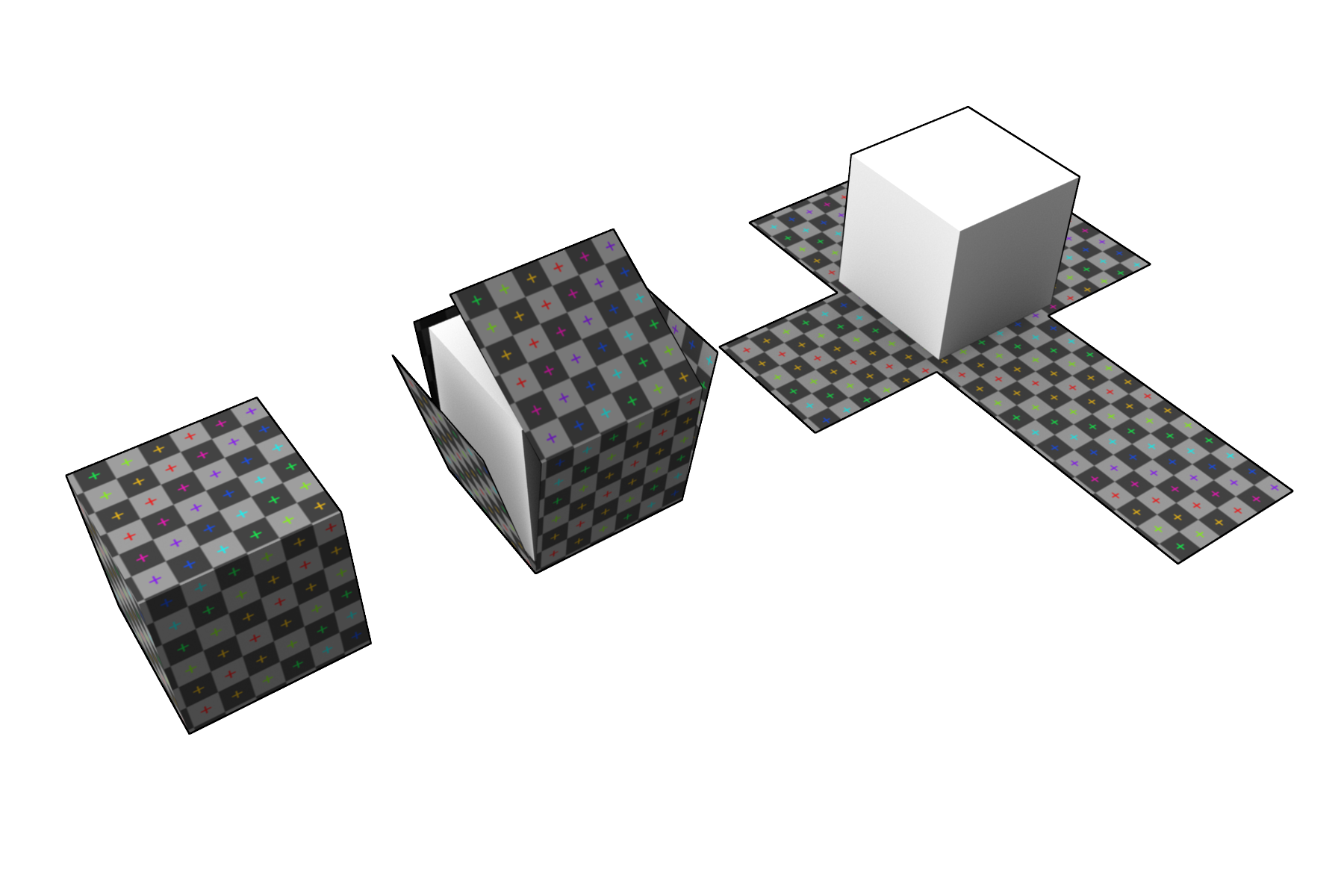
مثال عن التخطيط السيني-صادي لمكعب. المكعب الذي تم تسطيحه يمكن إستعماله لاحقا لأجل تلوين وتحديد خامات المكعب الأصلي.

التخطيط السيني-صادي هو عمليةالنمذجة ثلاثية الأبعاد التي يتم خلالها إسقاط صورة ثنائية الأبعاد على سطح نموذج ثلاثي الأبعاد لأجل تخطيط وتحديد وضعية الخامات.في التسمية الإنجليزية UV mapping يرمز حرفي UV للمحورين السيني والصادي لكون الحرفين X و Y مستعملين بالفعل لأجل محاور النموذج ثلاثي الأبعاد في الفضاء.

## الطريقة
الإكساء السيني-صادي يسمح بتلوين المضلعات التي تكون النموذج ثلاثي الأبعاد (وسمات سطح أخرى بالإضافة للون) وذلك باستعمال صورة عادية ثنائية الأبعاد. الصورة تسمى خامة سينية-صادية. عملية التخطيط السيني-صادي تقوم على تعيين عناصر الصورة (بيكسلات) إلى سطح المضلعات التي تكون النموذج، عادة يتم تنفيذ هذا برمجيا من خلال نسخ قطعة مثلثة من الصورة ولصقها على مثلث من النموذج. الإكساء السيني-صادي يعتبر بديل للتخطيط الإسقاطي، هو فقط يقوم على التخطيط في فضاء إكسائي بدل من التخطيط مباشرة على سطح النموذج. عملية التصيير تستعمل إحداثيات الخامة المحددة خلال عملية التخطيط لأجل تحديد كيفية تلوين السطح ثلاثي الأبعاد.

## تقنيات التطبيق

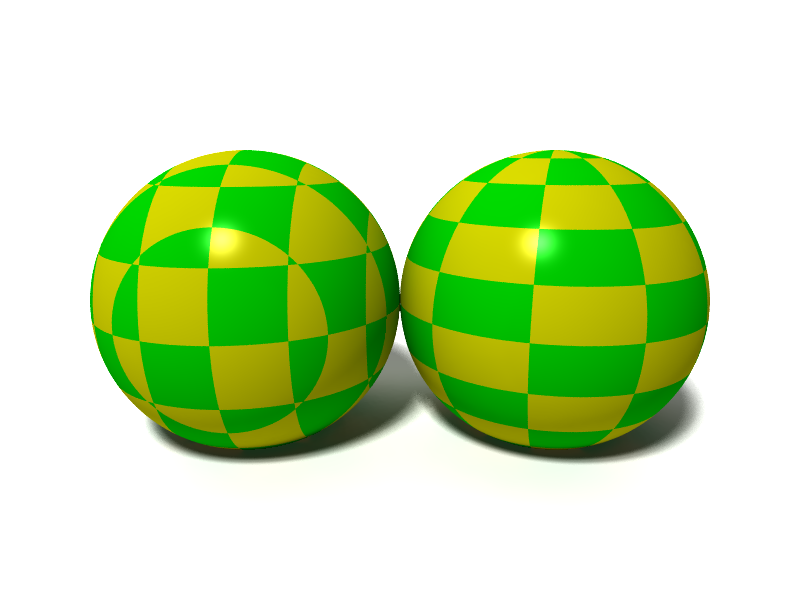
كرة مخططة بإستعمال (اليمين) وبدون استعمال (اليسار) التخطيط السيني-الصادي.

في المثال، كرة تم إعطاؤها خامة مخططة بطريقتين. إلى اليسار بدون التخطيط السيني-صادي، الكرة مكسوة بخامة مقتطعة من فضاء اقليدي ثلاثي الأبعاد. باستعمال التخطيط السيني-صادي، الخامة تكسو المعلم ثنائي الأبعاد في فضاء الإكساء السيني-صادي، والإحداثيات على الكرة توافق تلك في فضاء الإكساء تبعا للإحداثيات الطولية والعرضية.

### النشر السيني-صادي
عندما يتم إنشاء نموذج كشبكة مضلعية باستخداممنمذج ثلاثي الأبعاد، الإحداثيات السينية-صادية في فضاء الإكساء (تعرف أيضا بإحداثيات الخامة) يمكن أن تحسب لأجل كل نقطة من النموذج. طريقة لأجل عمل هذا تكون بقيام المنمذج ثلاثي الأبعاد بنشر المجسم ثلاثي الأبعاد للمجسم المثلثي عند الحواف ونشرها على صفحة مسطحة. إذا كان المجسم كروي مثلا، المنمذج يمكن أن يحولها إلىالإسقاط متساوي المستطيلات. عندما يتم نشر النموذج، يقوم الفنان برسم الخامة على كل مثلث بشكل منفرد، مستعملا النموذج المنشور كقالب. عندما يتم تصيير المشهد، كل مثلث من النموذج سيرفق بالخامة الصحيحة المحددة مسبقا.
الخريطة السينية-الصادية يمكن أن تنشأ بشكل تلقائي باستعمال برمجية التصميم ثلاثي الأبعاد، تنشأ يدويا من طرف الفنان أو بالطريقتين معا. عادة يتم إنشاء الخرائط السينية-صادية، ثم يقوم الفنان بتعديلها يدويا لإجل إنقاص وإصلاح العلل. إذا كان النموذج متناظرا، يمكن للفنان أن يقوم بإكساء الجهتين في نفس الوقت بسهولة.
يمكن تطبيق الإحداثيات السينية-صادية لكل وجه من النموذج اختياريا. هذا يعني أن النقاط المتشاركة فضائيا يمكن أن تمتلك إحداثيات سينية-صادية مختلفة في فضاء الإكساء لكل واحد من مثلثاتها، إذا فالمثلثات المتجاورة يمكن أن تقطع بشكل منفرد ويتم وضعها في أماكن مختلفة من خريطة الإكساء.
عملية التخطيط السيني-صادي في أبسط أشكالها تتطلب 3 خطوات: فتح النموذج ثلاثي الأبعاد، إنشاء الخامة ومن ثم تطبيقها على النموذج.
التخطيط السيني-صادي يمكن أن يستعمل خامات متكررة أو خامات مختلفة كواحدة من متطلبات عملية الطبخ.

## العثور على الأشعة فوق البنفسجية على المجال
عن أي نقطة {\displaystyle } في كرة، أحسب {\displaystyle }مع كون الشعاع الوحدوي من {\displaystyle } إلى مركز الكرة.
على افتراض أن أقطاب الكرة تتماشى مع المحور الصادي، الإحداثيات السينية-الصادية في فضاء الخامة في المجال {\displaystyle } يمكن أن تحسب على النحو التالي:
{\displaystyle }
{\displaystyle }